# ایت شفعه
آیت شفعه (به عربی: أیت شفعة) یک شهرداری در الجزایر است که در استان تیزی وزو واقع شده‌است.